# Diastosphya bimaculata
Diastosphya bimaculata är en skalbaggsart som beskrevs av Dillon 1952. Diastosphya bimaculata ingår i släktet Diastosphya och familjen långhorningar.
Artens utbredningsområde är Fiji. Inga underarter finns listade i Catalogue of Life.